# Himeji-borgen
Himeji-borgen (姫路城 Himeji-jou) er et borgkompleks, der ligger i byen Himeji i Hyougo-præfekturet i Japan. Borgen regnes for et af de fineste, stadig eksisterende eksempler på typisk japansk borgarkitektur og omfatter i alt 83 bygninger, der har avanceret forsvarssystemer fra lensperioden. Borgen kendes også under navnet Hakuro-jou eller Shirasagi-jou ("Den hvide hejres borg") på grund af dens klare, hvide facade, der sigter efter at ligne en fugl, der er ved at lette.
Himeji-borgen kan dateres tilbage til 1333, hvor Akamatsu Norimura opførte en fæstning på toppen af Himeyama-bakken. Fæstningen blev revet ned og genopført som Himeyama-borgen i 1346 og ombygget til Himeji-borgen et par hundrede år senere. Snart efter, i 1581, blev borgen markant ombygget i 1581 af Toyotomi Hideyoshi, som blandt andet opførte et treetagers forsvarstårn. I 1600 skænkede Tokugawa Ieyasu borgen til Ikeda Terumasa for hans hjælp i slaget ved Sekigahara, og Ikeda ombyggede fuldstændig borgen i perioden 1601-09, hvorved den blev til et større borgkompleks. Senere blev adskillige bygninger tilføjet af Honda Tadamasa i perioden 1617-18. Siden har borgen forblevet nogenlunde intakt, selv under heftige bombardementer af byen under anden verdenskrig og jordskælvet i 1995.
Himeji-borgen er den største og mest besøgte borg i Japan, og den blev i 1993 optaget på UNESCOs verdensarvsliste. Området inden for den mellemste voldgrav er udpeget som særligt interessant historisk sted og fem af bygningsværkerne er udpeget som nationalmonumenter. Sammen med Matsumoto-borgen og Kumamoto-borgen regnes Himeji-borgen som de tre vigtigste borge i Japan. For at beskytte bygningerne har borgen været under renovering i adskillige år og er genåbnet for offentligheden 27. marts 2015. Renoveringen har blandt andet fjernet århundreders skidt og støv, så facaden igen fremstår strålende hvid.